# Église Saint-Philippe-Néri d'Albuquerque
L'église Saint-Philippe-Néri (en anglais : San Felipe de Neri Church) est un édifice religieux catholique d'Old Town à Albuquerque, au Nouveau-Mexique.
Avec une construction remontant à 1793, il s'agit de l'un des plus anciiens bâtiments de la ville.
L'église est inscrite au Registre national des lieux historiques (NRHP) depuis 1969.

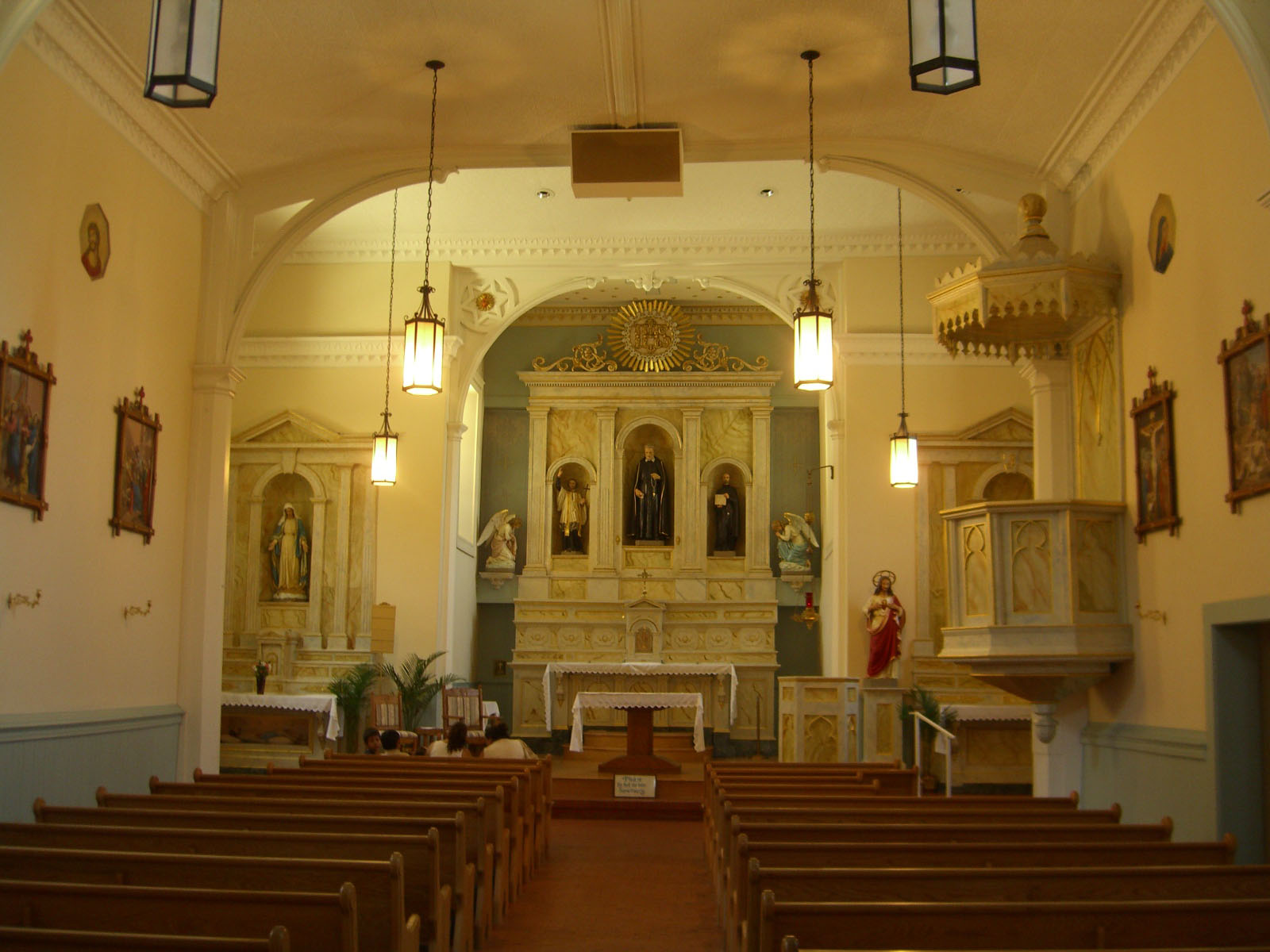
Intérieur de l'église Saint-Philippe-Néri.